# Ancistrus multispinis
Ancistrus multispinis is een straalvinnige vissensoort uit de familie van de harnasmeervallen (Loricariidae). De wetenschappelijke naam van de soort is voor het eerst geldig gepubliceerd in 1912 door Regan.

## Opmerkingen
Er is ook een Ancistrus multispinis Holly, 1929, dit is echter een synoniem van Peckoltia multispinis. 